# بوليكيادة (هرازبي الجنوبي)
بولیکیادة (بالفارسية: پولیکیاده) هي قرية تقع في إيران في قسم هرازبي الجنوبی الريفي. يقدر عدد سكانها بـ 310 نسمة بحسب إحصاء 2016.